# Крутая (приток Большой Якшанги)
Крутая — река в России, протекает по Поназыревскому и Шарьинскому районам Костромской области. Устье реки находится в 34 км от устья Большой Якшанги по правому берегу. Длина реки составляет 19 км, площадь водосборного бассейна — 125 км².
Исток Крутой находится в лесах в 7 км к северо-востоку от посёлка и станции Зебляки и в 18 км к северо-востоку от Шарьи. Течёт на юг, протекает по восточной окраине Зебляков, затем поворачивает на юго-восток. Нижнее течение реки проходит по ненаселённому, заболоченному лесу. Крупнейший приток — Оленица (правый). Впадает в Большую Якшангу южнее посёлка Якшанга.

## Данные водного реестра
По данным государственного водного реестра России относится к Верхневолжскому бассейновому округу, водохозяйственный участок реки — Ветлуга от истока до города Ветлуга, речной подбассейн реки — Волга от впадения Оки до Куйбышевского водохранилища (без бассейна Суры). Речной бассейн реки — (Верхняя) Волга до Куйбышевского водохранилища (без бассейна Оки).
Код объекта в государственном водном реестре — 08010400112110000041936.